# (11637) Yangjiachi
(11637) Yangjiachi (1996 YJ2) – planetoida z grupy pasa głównego asteroid okrążająca Słońce w ciągu 4,65 lat w średniej odległości 2,79 j.a. Odkryta 24 grudnia 1996 roku.